# یلنا کوزمینا (بازیگر)
یلنا کوزمینا (روسی: Еле́на Алекса́ндровна Кузьмина́؛ ۱۷ فوریهٔ ۱۹۰۹ – ۱۵ اکتبر ۱۹۷۹) بازیگر اهل کشور اتحاد جماهیر شوروی سوسیالیستی بود.
از فیلم‌ها یا برنامه‌های تلویزیونی که وی در آن نقش داشته‌است می‌توان به حومه اشاره کرد.
وی همچنین برندهٔ جوایزی همچون هنرمند مردمی جمهوری شوروی فدراتیو سوسیالیستی روسیه شده‌است.